# Villa Llanquín
Villa Llanquín es una pequeña localidad del Departamento Pilcaniyeu, en la provincia de Río Negro, Argentina.

## Ubicación

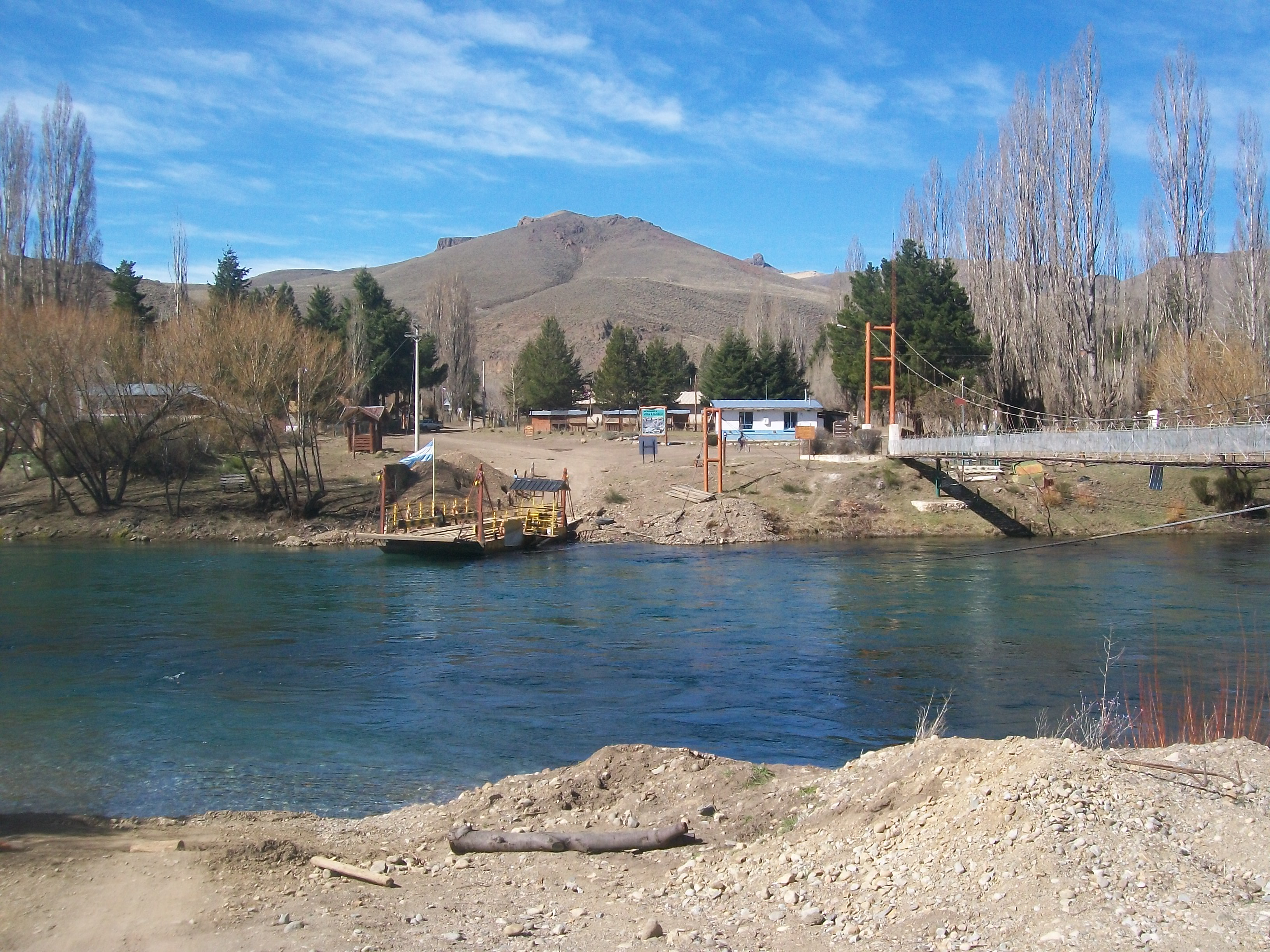
Villa Llanquin

Se ubica sobre la costa sur del Río Limay, a 40 km de la ciudad de San Carlos de Bariloche, por la Ruta Nacional 237. - En el km 1610 -

## Toponimia
El nombre Llanquin viene en honor de un antiguo poblador, Manuel Llanquín, quien como propietario de ese lugar, permitió la instalación de la población.

## Economía
Sus actividades productivas, al igual que en la mayoría de los parajes de la zona están en manos de pequeños productores de ovejas, cabras, varios de ellos nucleados en una cooperativa. Por ser un lugar cercano a Bariloche, y con un ambiente propicio, en los últimos años se están desarrollando actividades vinculadas al turismo: cabalgatas, flotadas en el río, pesca, entre otras actividades.
El acceso vehicular a la villa se logra a través de la "Balsa Maroma", la cual carga hasta dos vehículos por vez y atraviesa el río Limay de costa a costa. El servicio de balsa es gratuito.
La escuela-hogar de Llanquín cuenta con una matrícula de unos 36 alumnos, quienes cursan la primaria de lunes a viernes. También existe una sede de escuelas secundarias rurales mediadas por tecnologías en la que los y las estudiantes pueden cursar y terminar los estudios secundarios.

## Población
Contó con 113 habitantes (Indec, 2010), lo que representó un incremento del 66% frente a los 68 habitantes (Indec, 2001) del censo anterior.
El censo 2022 arrojó 118 viviendas con una población estable de 264 habitantes en el municipio.